# Bundesstraße 59
Die Bundesstraße 59 (Abkürzung: B 59) ist eine deutsche Bundesstraße im Land Nordrhein-Westfalen. Sie verläuft von Mönchengladbach nach Köln und endet dort am Hohenzollernring, einem Teilabschnitt der Kölner Ringe.

## Geschichte
Der Straßenbau zwischen den Nachbarstädten Mönchengladbach und Rheydt begann im Jahre 1831. Rund zehn Jahre später, im Jahre 1840, entstanden die angrenzenden Streckenabschnitte nach Viersen und Grevenbroich.
Seit 1934 wurde diese Strecke bis zur Umbenennung in Bundesstraße 59 als Reichsstraße 59 bezeichnet.
Ursprünglich verlief die B 59 durch die Ortslagen von Rommerskirchen, Stommeln und Pulheim, der Straßenname „Venloer Straße“ zeugt noch heute von diesem Umstand. Bereits 1992 wurde jedoch die B 59n als Umgehungsstraße von Stommeln realisiert. 2006 erfolgte der Lückenschluss der B 59n zwischen Pulheim und der Autobahnanschlussstelle Köln-Bocklemünd (A 1) nach rund drei Jahren Bauzeit. Der Bau der B 59n zwischen  Sinsteden und Stommeln als Umgehungsstraße von Rommerskirchen wurde am 31. Oktober 2006 begonnen und am 18. Mai 2009 für den Verkehr freigegeben. Ein wichtiger Teil der B 59 war die Venloer Straße, die am Friesenplatz in Köln beginnt und bis zum Beginn der Umgehung um Pulheim auf gleicher Trasse mit der B 59 verläuft. Seit 2022 ist der Abschnitt in den Kölner Stadtteilen Ehrenfeld und Innenstadt auf einer Länge von 5,9 Kilometern eine Gemeindestraße, was es der Stadt Köln ermöglicht, verkehrsberuhigende Maßnahmen durchzuführen.
Mit dem 1. Januar 2007 wurde der Abschnitt zwischen Mönchengladbach und Viersen zur Landesstraße umgewidmet.
Am 1. Oktober 2019 wurde die Ortsumgehung Sinsteden offiziell eröffnet.
Anfang 2020 wurde die A 540 zwischen Jüchen und Grevenbroich zur Bundesstraße zurückgestuft und folgt als solche dem Streckenverlauf der B 59.